# 1229 Tilia
1229 Tilia (1931 TP1) là một tiểu hành tinh nằm phía ngoài của vành đai chính được phát hiện ngày 9 tháng 10 năm 1931 bởi K. Reinmuth ở Heidelberg.